# Auguste Buisseret
Auguste Buisseret (* 18. August 1888 in Beauraing, Provinz Namur; † 15. April 1965 in Lüttich, Provinz Lüttich) war ein belgischer Politiker der Parti Libéral (PRL) und mehrere Jahre Senator, mehrfach Minister sowie fünf Jahre Bürgermeister von Lüttich.

## Leben

### Rechtsanwalt und Kommunalpolitiker in Lüttich
Nach dem Schulbesuch studierte Buisseret Rechtswissenschaften an der Universität Lüttich und schloss das Studium als Doktor der Rechte ab. Nach der anwaltlichen Zulassung war er als Rechtsanwalt in einer Anwaltskanzlei in Paris tätig, die unter anderem den Schriftsteller und späteren Literaturnobelpreisträger Anatole France in einem Prozess gegen dessen Verleger vertrat. Nach seiner Rückkehr nach Belgien ließ er sich 1911 als Rechtsanwalt in Lüttich nieder.
Bereits zu dieser Zeit engagierte er sich in verschiedenen wallonischen Organisationen wie der Ligue des Lycéens wallons und der Gardes wallonnes. 1912 wurde er zum Mitglied der Wallonischen Versammlung gewählt und gehörte dieser bis 1923 an, als er zusammen mit Jules Destrée sein dortiges Mandat niederlegte. 1922 wurde er Chefredakteur der Zeitschrift La Barricade, das Organ der wallonischen Aktionsliga in Lüttich, und behielt diese Funktion bis 1937. In dieser Zeit erregte die Zeitschrift vor allem durch ihre Artikel und Karikaturen zur belgischen Neutralitätspolitik großes Aufsehen.
Innerhalb der Parti Libéral in Lüttich vertrat er für eine Dezentralisierung ein und wurde für diese 1930 zum Mitglied des Stadtrates von Lüttich gewählt, dem er bis zu seinem Tod 1965 angehörte. Nachdem er von 1934 bis 1937 Schöffe für Finanzen und Industrie war, war er zwischen 1937 und 1939 Schöffe für schöne Künste und kaufte in dieser Funktion für die Lütticher Museen zahlreiche Gemälde von Paul Gauguin, Marc Chagall und Pablo Picasso, die während der späteren Besetzung Belgiens durch die deutsche Wehrmacht im Zweiten Weltkrieg als "dekadent" eingestuft wurden.

### Senator, Widerstand gegen den Faschismus und Zweiter Weltkrieg
1939 wurde er als Vertreter Lüttichs zum Mitglied des Belgischen Senats gewählt. Aufgrund seiner kritischen Haltung und Ansichten gegen die von Léon Degrelle geführte faschistische Bewegung der Rexisten wurde er nach dem Einmarsch deutscher Truppen 1940 immer wieder verhaftet und stand bis 1943 unter ständiger Beobachtung. Gleichwohl setzte Buissert, der 1942 Mitglied der Bewegung Wallonie libre wurde, sich als Rechtsanwalt in Prozessen für Patrioten und Widerstandskämpfer ein.
Nachdem die Sicherheitslage für ihn immer bedrohlicher wurde, ging er 1943 ins Exil nach London, wo er Rechtsberater verschiedener Ministerien der dortigen von Hubert Pierlot geleiteten belgischen Exilregierung war.

### Minister und Bürgermeister Lüttichs in der Nachkriegszeit
Nach dem Ende des Zweiten Weltkriegs nahm er sein Mandat als Senator wieder an und gehörte dem Senat bis 1961 an.
1945 wurde er zunächst zum Minister für öffentlichen Unterricht in das Kabinett von Premierminister Achille Van Acker berufen und übte dieses Amt bis zum 13. März 1946 aus. In dieser Funktion war er verantwortlich für die Gründung des Théâtre national de Belgique in Brüssel sowie des Jugenddienstes.
Nach der nur 18 Tage amtierenden Regierung von Paul-Henri Spaak wurde er am 31. März 1946 von Premierminister Van Acker zum Innenminister ernannt. Dieses Amt bekleidete er auch in der darauf folgenden Regierung von Premierminister Camille Huysmans bis zum 20. März 1947 und war in dieser Zeit für das Gesetz zur Einrichtung des Staatsrates als Beratungs- und Rechtsprechungsorgan innerhalb der ausführenden Gewalt in Belgien verantwortlich.
Nachdem Buisseret zwischen 1947 und 1949 Vizepräsident des Senats war, wurde er am 11. August 1949 von Premierminister Gaston Eyskens zum Minister für öffentliche Arbeiten berufen und behielt das Amt bis zum 8. Juni 1950.
Premierminister Van Acker ernannte ihn dann am 23. April 1954 zum Minister für die Kolonien und Buisseret bekleidete diese Funktion bis zum Ende von Van Ackers Amtszeit am 26. Juni 1958. Während seiner Ministerzeit erfolgte 1954 die Gründung der Université officielle du Congo et du Rwanda-Urundi in Élisabethville. Seine Bemühungen zur Reorganisation der Kolonialverwaltung scheiterten am Widerstand der konservativen Opposition.
Nach seinem Ausscheiden aus der Regierung wurde er 1958 als Nachfolger von Paul Gruselin Bürgermeister von Lüttich und übte das Amt des Stadtoberhaupts fünf Jahre lang bis zu seinem Rücktritt aus Gesundheitsgründen und seiner Ablösung durch Maurice Destenay 1963 aus.
Obwohl er innerhalb der Parti Libéral für die Interessen der Wallonischen Region eintrat und 1962 Mitglied des Mouvement Libéral Wallon wurde, war er ein entschiedener Verfechter der Einheit Belgiens und des belgischen Föderalismus.

### Mitgliedschaften
- Auguste Buisseret war ein Mitglied im Bund der Freimaurer.[1]